# Teoría del mono dopado

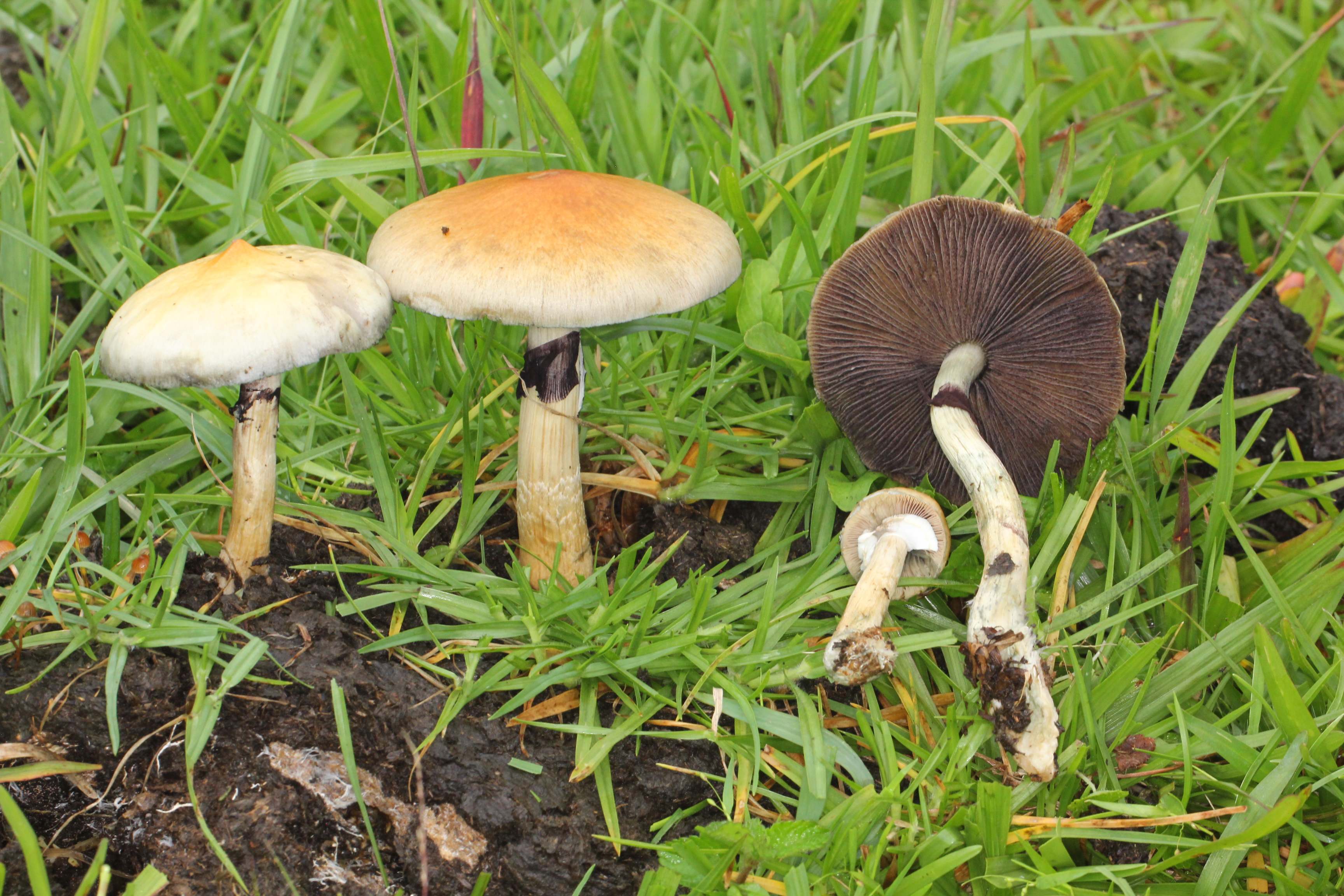
Hongos Psilocybe cubensis en Veracruz, México. McKenna y sus partidarios sitúan a estos hongos como el eje central en la teoría.

La hipótesis del mono dopado o teoría del mono drogado (en inglés: Stoned ape theory) es una controvertida hipótesis propuesta por el etnobotánico y filósofo estadounidense Terence McKenna en su libro Comida de los Dioses (Food of the Gods, 1992). La hipótesis propone que la transición del Homo erectus al Homo sapiens y la revolución cognitiva fue causada por la adición de hongos psilocibios, específicamente el hongo Psilocybe cubensis, introducido en la dieta humana hace unos 100.000 años. Utilizando como evidencias los estudios realizados por el psicofarmacólogo Roland L. Fischer en las décadas de 1960 y 1970, McKenna atribuyó gran parte de los avances mentales logrados por los humanos a los efectos de la ingesta de psilocibina descubiertos por Fischer.
McKenna y los defensores de esta hipótesis sostienen que el uso de drogas jugó un papel fundamental en el desarrollo humano, argumentando que no fue la psilocibina la que inició un mayor desarrollo cognitivo entre los humanos, sino que fue estimulada por otros psicodélicos como las sustancias que contienen dimetiltriptamina (DMT), en particular la ayahuasca. Se ha demostrado que la ayahuasca sirve como catalítico y aumenta significativamente la apertura y el interés por las ideas abstractas, así como la agudeza visual cuando se consume. Esto ha llevado a plantear la hipótesis de que algún tipo de sustancia que contiene DMT fue la causa de la revolución cognitiva.
La teoría y los argumentos de McKenna han sido rechazados por la comunidad científica, que la ha etiquetado como demasiado especulativa. Los científicos y especialistas contrarios a la hipótesis de McKenna citan numerosas discrepancias, además de afirmar que el etnobotánico llegó a dichas conclusiones a través de un malentendido de los estudios de Fischer, cuya investigación fue mencionada frecuentemente por McKenna como evidencia de los supuestos efectos de los hongos en los primeros humanos. Entre las desavenencias remarcadas en la teoría, muchos señalaron a grupos como los aztecas o varias tribus amazónicas, cuyo uso de sustancias psicodélicas no refleja ninguna de las ventajas evolutivas que según McKenna surgirían de la psilocibina. Otra de las cuestiones criticadas por la comunidad científica es la afirmación de McKenna de que la ingesta de psilocibina aumentaría la libido, así como la creencia de que un aumento de la libido implicaría una ventaja evolutiva.